# Янга-Урал
Янга-Урал (тат. Яңа Урал) — деревня в Чистопольском районе Татарстана. Входит в состав Муслюмкинского сельского поселения.

## География
Находится в центральной части Татарстана на расстоянии приблизительно 17 км по прямой на юг от районного центра города Чистополь.

## История
Основано в начале 1930-х годов переселенцами из села Муслюмкино.

## Население
Постоянных жителей было: в 1938 — 408, в 1949 — 330, в 1958 — 262, в 1970 — 290, в 1979 — 172, в 1989 — 32, в 2002 — 20 (татары 65 %), 4 в 2010.